# Kinga Kasprzak
Kinga Kasprzak (Stettino, 12 giugno 1987) è una pallavolista polacca, schiacciatrice del Longueau Amiens Métropole.

## Carriera

### Club
Kinga Kasprzak inizia la sua carriera pallavolistica nella sua città natale nel 2003 nel UKS Blyskawica Szczecin; dopo una sola stagione passa allo SMS PZPS Sosnowiec. La stagione successiva avviene il passaggio nel massimo campionato polacco ingaggiata dal Piast Szczecin. Nel 2008 viene ingaggiata dal Gedania Gdańsk in cui milita per due stagioni. Nella stagione 2009-10 viene ingaggiata dal Międzyszkolny Klub Sportowy Muszynianka, una delle squadre più importanti del paese; nella prima stagione vince subito la Liga Siatkówki Kobiet e la coppa di Polonia, inoltre con la squadra raggiunge i play-off a 6 della CEV Champions League 2010-11 venendo eliminata dal Rabitə Bakı Voleybol Klubu. La stagione successiva si apre con un nuovo successo: la Supercoppa di Polonia.
Nella stagione 2012-13 conquista per la prima volta la Coppa CEV. Nella stagione 2013-14 si trasferisce in Cina, ingaggiata dallo Shanghai. Nella stagione seguente gioca nella Voleybol 1. Ligi turca col Çanakkale, dove tuttavia disputa solo poche partite a causa di un infortunio che la costringe a saltare quasi tutta la stagione.
Ritorna in campo nel campionato 2015-16, approdando nella Superliqa azera, dove difende i colori dell'Azəryol Voleybol Klubu.
Nella stagione 2022-23 è di scena nella Ligue B francese, ingaggiata dal Longueau Amiens Métropole.

### Nazionale
Nel 2006 ottiene le prime convocazioni in nazionale polacca.

## Palmarès

### Club
- Campionato polacco: 1

2010-11
- Coppa di Polonia: 2

2010-11
- Supercoppa polacca: 1

2011
- Coppa CEV: 1

2012-13